# II liga polska w piłce nożnej (1963/1964)
II liga 1963/1964 – 16. edycja rozgrywek drugiego poziomu ligowego piłki nożnej mężczyzn w Polsce. Wzięło w nich udział 16 drużyn, grając systemem kołowym. Sezon ligowy rozpoczął się w sierpniu 1963, ostatnie mecze rozegrano w czerwcu 1964.
| Poziomy rozgrywkowe w sezonie 1963/1964 | Poziomy rozgrywkowe w sezonie 1963/1964 | Poziomy rozgrywkowe w sezonie 1963/1964 |
| Rozgrywki                               | P                                       | Nazwa                                   |
| --------------------------------------- | --------------------------------------- | --------------------------------------- |
| Centralne                               | I                                       | I Liga                                  |
| Centralne                               | II                                      | II Liga                                 |
| Okręgowe (17 okręgów)                   | III                                     | Liga Okręgowa                           |
| Okręgowe (17 okręgów)                   | IV                                      | A klasa                                 |
| Okręgowe (17 okręgów)                   | V                                       | B klasa                                 |
| Okręgowe (17 okręgów)                   | VI                                      | C klasa                                 |

## Drużyny
| Uczestnicy poprzedniej edycji                                                                                 | Uczestnicy poprzedniej edycji | Uczestnicy poprzedniej edycji | Uczestnicy poprzedniej edycji |
| --- | ----------------------------- | ----------------------------- | ----------------------------- |
| RAK | Raków Częstochowa             | 3                             |                               |
| GAR | Garbarnia Kraków              | 4                             |                               |
| CRA | Cracovia                      | 5                             |                               |
| ŚLĄ | Śląsk Wrocław                 | 6                             |                               |
| PBD | Polonia Bydgoszcz             | 7                             |                               |
| KAR | Karpaty Krosno                | 8                             |                               |
| PIA | Piast Gliwice                 | 9                             |                               |
| SMI | Stal Mielec                   | 10                            |                               |
| STŁ | Start Łódź                    | 11                            |                               |
| WAK | Wawel Kraków                  | 12                            |                               |
| Spadek z I ligi 1962/1963                                                                                     |                               |                               |                               |
| LGD | Lechia Gdańsk                 | 13                            |                               |
| LPO | Lech Poznań                   | 14                            |                               |
| Awans z III ligi 1962/1963                                                                                    |                               |                               |                               |
| zwycięzcy baraży o awans                                                                                      |                               |                               |                               |
| GWB | Górnik Wałbrzych              | 1 (gr. I)                     |                               |
| KAT | GKS Katowice                  | 1 (gr. II)                    |                               |
| LUB | KS Lublinianka                | 1 (gr. III)                   |                               |
| ZAW | Zawisza Bydgoszcz             | 1 (gr. IV)                    |                               |
| Oznaczenia: - kolumna pierwsza – skróty nazw drużyn, - kolumna trzecia – miejsce zajęte w poprzednim sezonie. |                               |                               |                               |

Uwaga: GKS Katowice występował w rundzie jesiennej pod nazwą Rapid-Orzeł Wełnowiec.

## Rozgrywki
Uczestnicy rozegrali 30 kolejek ligowych po 8 meczów każda (razem 240 spotkań) w dwóch rundach – jesiennej i wiosennej.
Mistrz i wicemistrz II ligi uzyskali awans do I ligi, a zespoły z miejsc 13–16 spadły do III ligi.

### Tabela
| Lp. | Drużyna               | M  | Z  | R  | P  | Bramki | Bramki | Różn. | Pkt | Uwagi              |
| --- | --------------------- | -- | -- | -- | -- | ------ | ------ | ----- | --- | ------------------ |
| 1   | Śląsk Wrocław (M) (A) | 30 | 19 | 8  | 3  | 41     | 14     | +27   | 46  | Awans do I ligi    |
| 2   | Zawisza Bydgoszcz (A) | 30 | 17 | 6  | 7  | 41     | 27     | +14   | 40  | Awans do I ligi    |
| 3   | Start Łódź            | 30 | 15 | 9  | 6  | 41     | 31     | +10   | 39  |                    |
| 4   | GKS Katowice          | 30 | 15 | 4  | 11 | 59     | 42     | +17   | 34  |                    |
| 5   | Cracovia              | 30 | 12 | 9  | 9  | 47     | 38     | +9    | 33  |                    |
| 6   | Górnik Wałbrzych      | 30 | 12 | 7  | 11 | 44     | 44     | 0     | 31  |                    |
| 7   | Garbarnia Kraków      | 30 | 11 | 8  | 11 | 36     | 32     | +4    | 30  |                    |
| 8   | Polonia Bydgoszcz     | 30 | 12 | 5  | 13 | 47     | 45     | +2    | 29  |                    |
| 9   | KS Lublinianka        | 30 | 12 | 5  | 13 | 39     | 40     | −1    | 29  |                    |
| 10  | Lechia Gdańsk         | 30 | 13 | 3  | 14 | 36     | 38     | −2    | 29  |                    |
| 11  | Raków Częstochowa     | 30 | 10 | 8  | 12 | 42     | 44     | −2    | 28  |                    |
| 12  | Stal Mielec           | 30 | 10 | 8  | 12 | 26     | 33     | −7    | 28  |                    |
| 13  | Karpaty Krosno (S)    | 30 | 9  | 9  | 12 | 30     | 37     | −7    | 27  | Spadek do III ligi |
| 14  | Piast Gliwice (S)     | 30 | 10 | 4  | 16 | 40     | 53     | −13   | 24  | Spadek do III ligi |
| 15  | Lech Poznań (S)       | 30 | 6  | 11 | 13 | 32     | 49     | −17   | 23  | Spadek do III ligi |
| 16  | Wawel Kraków (S)      | 30 | 3  | 4  | 23 | 25     | 59     | −34   | 10  | Spadek do III ligi |